# Finland State Forest
La Finland State Forest est une aire protégée américaine dans les comtés de Cook et Lake, au Minnesota.